# Winslow (Arizona)
Pour les articles homonymes, voir Winslow.
Winslow est une ville localisée dans le comté de Navajo, en Arizona, aux États-Unis. La ville recensait 9 655 habitants en 2010.

## Histoire
Winslow serait nommé d'après Edward F. Winslow, président de St. Louis and San Francisco Rail Road, qui dirigeait la moitié de l'Atlantic and Pacific Railway, ou de Tom Winslow, un prospecteur qui vivait dans la région. Le dernier Harvey House (La Posada Hotel (en)) a ouvert en 1930, le design étant créé par Mary Colter. L'hôtel ferme en 1957 et est par la suite utilisé par Santa Fe Railway (en) pour ses bureaux. La ligne ferroviaire de La Posada (en) est abandonnée en 1994 et annoncée en démolition. Elle est préservée grâce aux adorateurs de la Route 66, et sert d'hôtel.

## Démographie
| Groupe            | Winslow | Arizona | États-Unis |
| ----------------- | ------- | ------- | ---------- |
| Blancs            | 53,4    | 73,0    | 72,4       |
| Amérindiens       | 25,7    | 4,6     | 0,9        |
| Autres            | 9,0     | 11,9    | 6,2        |
| Afro-Américains   | 5,7     | 4,1     | 12,6       |
| Métis             | 5,2     | 3,4     | 2,9        |
| Asiatiques        | 1,0     | 2,8     | 4,8        |
| Océaniens         | 0,1     | 0,2     | 0,2        |
| Total             | 100     | 100     | 100        |
|                   |         |         |            |
| Latino-Américains | 32,8    | 29,7    | 16,7       |

| 1890 | 1900  | 1910  | 1920  | 1930  | 1940  | 1950  | 1960  |
| ---- | ----- | ----- | ----- | ----- | ----- | ----- | ----- |
| 363  | 1 305 | 2 381 | 3 730 | 3 917 | 4 577 | 6 518 | 8 862 |

| 1970  | 1980  | 1990  | 2000  | 2010  | - | - | - |
| ----- | ----- | ----- | ----- | ----- | - | - | - |
| 8 066 | 7 921 | 8 190 | 9 520 | 9 655 | - | - | - |

## Personnalités liées à la commune
- Deb Haaland (1960-), représentante des États-Unis pour le Nouveau-Mexique depuis 2019, Secrétaire à l'Intérieur des États-Unis d'Amérique depuis 2021.
- Nick Hysong (1971-), champion olympique du saut à la perche en 2000.